# Midnight Rendezvous (album)
Midnight Rendezvous è un album discografico del gruppo musicale britannico Tokyo Blade, pubblicato nel 1984 dalla Combat Records.

## Il disco
Primo album dei Tokyo Blade ad essere pubblicato negli Stati Uniti, è costituito da brani provenienti dal disco precedente e dall'EP Midnight Rendezvous, quest'ultimo costituito da brani registrati nel periodo in cui il gruppo si chiamava Gengis Khan e includeva come chitarrista Ray Dismore in luogo di John Wiggins. Il disco non è mai stato ripubblicato in formato CD, ma nella versione rimasterizzata dell'album Tokyo Blade sono presenti tutte le tracce contenute in questo album.

## Tracce
1. Midnight Rendezvous (Andy Boulton, Al Marsh) - 3:22
2. Break the Chains (Boulton, Marsh, John Wiggins) - 5:07
3. If Heaven Is Hell (Boulton, Marsh) - 6:04
4. Mean Streak (Boulton, Marsh) - 4:43
5. Powergame (Boulton, Marsh) - 4:12
6. Highway Passion (Boulton, Marsh) - 4:23
7. Killer City (Boulton, Marsh) - 5:47
8. Sunrise in Tokyo (Boulton, Marsh) - 7:07

## Formazione

### Gruppo
- Al Marsh - voce
- Andy Boulton - chitarra
- John Wiggins - chitarra
- Andy Robbins - basso
- Steve Pierce - batteria

### Altri musicisti
- Ray Dismore - chitarra nelle tracce 1, 3, 4 e 6.

## EP tratto dall'album
Composto da brani registrati con il chitarrista originale Ray Dismore, è stato pubblicato nel 1984 dalla Powerstation Records in tutti i mercati   (tra cui anche quello tedesco, la cui relativa versione vedeva l'aggiunta della traccia Death on Main Street) ad eccezione di quello statunitense, in cui le tracce sono state incluse nell'omonimo LP.
Pur non essendo mai stato ripubblicato in formato CD, i brani musicali contenuti nell'EP furono inclusi come tracce bonus della versione rimasterizzata dell'album Tokyo Blade.

### Tracce
Testi di Al Marsh, musiche di Andy Boulton.
1. Midnight Rendezvous – 3:22
2. Mean Streak – 4:44
3. If Heaven is Hell – 6:00
4. Highway Passion – 4:24

Durata totale: 18:30